# ガラテヤ 3:28
ガラテヤ 3:28は、キリスト教新約聖書にある「ガラテヤ人への手紙」の第3章の28節。広くコメントされている聖書の一節で、パウロは次のように述べている。「ユダヤ人もギリシャ人も、奴隷も自由人も、男も女もありません。あなたがたは皆、イエス・キリストにあって一つなのです」と述べており、男女平等や人種差別など、キリスト教の様々な議論で引用されることがある。

## 翻訳
原語のギリシャ語は次の通り。
```
 οὐκ ἔνι Ἰουδαῖος οὐδὲ Ἕλλην, οὐκ ἔνι δοῦλος οὐδὲ ἐλεύθερος, οὐκ ἔνι ἄρσεν καὶ θῆλυ· πάντες γὰρ ὑμεῖς εἷς ἐστε ἐν Χριστῷ Ἰησοῦ
 ouk eni Ioudaios oude Hellēn, ouk eni doulos oude eleutheros, ouk eni arsen kai thēly; pantes gar hymeis heis este en Christō Iēsou
```

これは直訳すると「ユダヤ人もギリシャ人も、奴隷も自由人も、男も女もない、あなた方は皆、イエス・キリストにおいて一つなのだ」となる 。 この聖句が実際に、ユダヤ人とギリシャ人、女性と男性などのあらゆる違いを否定することをどこまで意味しているのかは議論がある。また「ギリシャ人」と訳されている言葉が、ギリシャ人を指すのか、それともユダヤ人以外のすべての人を指すのかについても議論があり、「異邦人」と訳されることもある。

## 他の聖書の箇所とのつながり
従来の解釈では、この聖句は洗礼の呼びかけの一部であるとされている。新約聖書学者のバーナード・C・ラテガンは、この聖句の斬新でユニークな特徴から、パウロ以前の起源は考えにくいと主張している。またこの節を、人間が神の姿に似せて創られたとする創世記1:27と結びつける説もある。またガラテヤ人への手紙3章28節は、男女の違いを規定している創世記2章24節を否定しているという議論もある。
ガラテヤ3:28とコロサイ3:11（「ここには、異邦人もユダヤ人も、割礼を受けた者も受けていない者も、野蛮人もスキタイ人も、奴隷も自由人もなく、キリストがすべてであり、すべての中におられるのです」）や1コリント12:13（「私たちは皆、ユダヤ人も異邦人も、奴隷も自由人も、一つの体を形成するために、一つの霊によってバプテスマを受けたのです。」）ブルース・ハンセンは、これを「間違いなく、パウロ語録の中で最も顕著な畳句」と呼んでいる。その影響は、ローマ人への手紙3:9と10:12、1コリント人への手紙1:22-24、7:18-22、10:32、エペソ人への手紙6:8にも見られる。

## 具体的な論点

### 男女平等
この聖句は、新約聖書の家事規定とともに、キリスト教における女性の役割に関する議論を理解する鍵となっている。キリスト教の平等主義者は、旧約聖書の家父長制と相補主義の対立する見解とは対照的に、この聖句がキリスト教と世俗の生活における男女の平等な役割を支持すると主張している。また、この聖句はクィア神学でも分析されている。当時、この聖句はローマの家父長制の結婚制度に対する反乱的な攻撃と考えられていた。

### 奴隷制度
この聖句はキリスト教の奴隷制を悪とみなし、それを終わらせたいと考えるキリスト教の奴隷廃止主義を主張するために使われてきた。新約聖書学者のダリウス・ヤンキエヴィッチは、この聖句を「奴隷制廃止派のマグナ・カルタ」とみなしている。 廃止派は、すべての信者の精神的な平等を受け入れることで奴隷制が考えられなくなるため、この聖句が将来の奴隷制廃止のための種を蒔いたと主張し、黒人キリスト教徒もこの解釈を採用した。
この箇所は反乱を誘発する恐れがあったため、奴隷用の聖書からは削除された。

### 人種差別
1957年、マーティン・ルーサー・キング・ジュニアは、アメリカでの人種隔離に反対するパンフレットの中でこの箇所を引用した。彼は「人種分離は、私たち全員がキリストのうちに持っている一体感をあからさまに否定するものである」と書いた。また、彼は「私には夢がある」という演説の最後にこの聖句を引用した。

### 全体として
全体として考えると、この聖句はキリスト教の平等主義的な解釈を支持するために引用されている。
ヤコバス・M・フォルスターによれば、神学者によって議論された中心的な問題は「ガラテヤ人への手紙3章28節の教会的な関係についての記述が、すべての人間関係についてのキリスト教倫理的な規範に翻訳できるかどうか」である 。フォルスターはそれが可能であると主張しており、彼の意見では人間の罪深さによって引き起こされる「家父長制、人種差別、搾取」とは対照的に、この節は人権と平等を促進するためのキリスト教的な基盤を提供した。
カリン・ノイテルによれば「現代の解釈者はパウロの発言を更新し、オリジナルの3つのペアに「ゲイでもストレートでもない」、「健康でも障害者でもない」、「黒人でも白人でもない」というペアを加えた...。オリジナルの3つのペアは、1世紀の時点では、追加されたカテゴリーと同様に関連性があるはずだ」という。彼女は、この聖句がユートピア的なコスモポリタン・コミュニティを指し示していると主張している。